# Plagigeyeria erossi
Plagigeyeria erossi – gatunek ślimaka z rzędu Littorinimorpha i rodziny źródlarkowatych.
Gatunek ten opisany został po raz pierwszy w 2020 roku przez Jozefa Grego. Jako miejsce typowe wskazano krasowe źródło o nazwie Komadinovo Vrelo na lewym brzegu Neretwy, w Donjej Jablanicy w Bośni i Hercegowinie. Epitet gatunkowy nadano na cześć Zoltána Pétera Erőssa, węgierskiego malakologa.
Ślimak ten osiąga do około 2,1 mm wysokości i do około 1,3 mm szerokości muszli, której barwa jest mlecznobiała, a kształt wąsko-stożkowaty ze stępionym szczytem. Na powierzchni muszli bardzo delikatne żeberka osiowe krzyżują się z nieregularnie falistymi strukturami spiralnymi. Na skrętkę muszli składają się cztery wypukłe skręty oddzielone wyraźnie wgłębionymi szwami. Dołek osiowy jest otwarty. Kształt ujścia muszli owalny, z rozszerzoną częścią w widoku przednim wystającą poza jej obrys. Tępa perystoma odwinięta jest dozewnętrznie wzdłuż krawędzi ujścia.
Gatunek ten jest endemitem Bośni i Hercegowiny, znanym wyłącznie z miejsca typowego. Mięczak ten zasiedla bentos. Należy do zdrapywaczy żerujących na peryfitonie.